# TOI-4010
TOI-4010とは、太陽系から約177.5パーセク離れた場所に位置するスペクトル分類がK型の恒星である。半径は太陽の約0.88倍、質量は太陽の約0.80倍で、表面温度は約4888ケルビンとされている。TESS Input Catalog（TIC）における名称はTIC 352682207である。その他、2MASS J01205143+6604202などの名称も持つ。
2023年、TOI-4010の周囲を公転する4つの太陽系外惑星が発見された。
| 太陽 | TOI-4010  |
| ---- | --------- |
| 太陽 | Exoplanet |

## 惑星系
TOI-4010の周囲を公転する太陽系外惑星は、最初にTESSによるトランジット法を用いた観測で惑星候補として検出された。当初検出されていたのは公転周期が約5.4日のTOI-4010.01と公転周期が約14.7日のTOI-4010.02で、2021年6月23日にTESS object of interestとして惑星候補に追加された。その後、公転周期が約1.3日のTOI-4010.01やTOI-4010.02より小さい惑星候補が検出され、TOI-4010.03として2021年7月6日に追加された。惑星候補は、フォローアップ観測が行われることで存在が確認される。惑星候補のトランジットはラス・クンブレス天文台グローバル望遠鏡ネットワーク（LCOGT）などで観測された。また、ドップラー分光法による観測も行われた。HARPS-Nによる観測で、約762日の公転周期を示す第4の惑星である可能性がある信号が検出された。その後、これらの惑星の候補の存在が確認され、トランジット法で検出された惑星は公転周期の短いものからTOI-4010.03がTOI-4010 b、TOI-4010.01がTOI-4010 c、TOI-4010.02がTOI-4010 dとして指定された。また、ドップラー分光法で検出された信号は長周期惑星として確認され、TOI-4010 eとして指定された。この発見および確認は2023年6月8日にarXivにて公開された。
最も内側を公転するTOI-4010 bは海王星型惑星（サブ・ネプチューン）で、TOI-4010 cとTOI-4010 dは木星型惑星（サブ・サターン）である。TOI-4010 eはそれら3つの惑星よりはるかに外側を公転する木星よりも重い巨大惑星で、スーパー・ジュピターであると予想されている。TOI-4010 eはドップラー分光法のみでしか観測されていないため、半径や軌道傾斜角、真の質量は不明で、トランジットを起こすかは不明である。TOI-4010系は、公転周期が20日以下の範囲で2つのサブ・サターンサイズの惑星が発見された6番目の惑星系であり、また公転周期が15日以下の範囲で半径が地球の3倍以上を持つ惑星が3つ存在している知られている中で唯一の惑星系である。
| 名称 （恒星に近い順） | 質量                | 軌道長半径 （天文単位） | 公転周期 (日)               | 軌道離心率      | 軌道傾斜角     | 半径               |
| --------------------- | ------------------- | ----------------------- | --------------------------- | --------------- | -------------- | ------------------ |
| b                     | 11.00+1.29 −1.27 M⊕ | 0.0229±0.0002           | 1.348335+0.000003 −0.000002 | 0.03+0.03 −0.02 | 88.1+1.2 −1.1° | 3.02±0.08 R⊕       |
| c                     | 20.31+2.13 −2.11 M⊕ | 0.058±0.001             | 5.414654±0.000007           | 0.03+0.03 −0.02 | 88.8+0.6 −0.3° | 5.93+0.11 −0.12 R⊕ |
| d                     | 38.15+3.27 −3.22 M⊕ | 0.113±0.001             | 14.70886±0.00003            | 0.07±0.03       | 89.0±0.1°      | 6.18+0.14 −0.15 R⊕ |
| e                     | ≥692+66 −63 M⊕      | 1.57+0.12 −0.13         | 762±90                      | 0.26±0.04       | —              | —                  |